# UFC Fight Night: Bigfoot vs. Mir
UFC Fight Night: Bigfoot vs. Mir è stato un evento di arti marziali miste tenuto dalla Ultimate Fighting Championship svolto il 22 febbraio 2015 al Ginásio Gigantinho di Porto Alegre, Brasile.

## Retroscena
Questo fu il primo evento organizzato dalla UFC nello stato del Rio Grande do Sul.
Il main event della serata avrebbe dovuto essere un incontro, per la categoria dei pesi mediomassimi, tra Rashad Evans e Glover Teixeira. Tuttavia, il 7 gennaio, Teixeira non riuscì a recuperare in tempo il suo infortunio al ginocchio subito proprio nel suo ultimo incontro, mentre Evans venne rimosso dall'evento per poter prendere parte ad un evento successivo.
L'incontro dei pesi massimi tra Frank Mir e Antônio Silva, previsto per l'evento UFC 184, fu spostato come main event della card.
Il match dei pesi welter tra TJ Waldburger e Wendell Oliveira venne cancellato, a causa di un malore avuto da Waldburger durante la verifica del peso.
Questo fu l'evento con il maggior numero di vittorie da parte dei lottatori sfavoriti, ovvero 10 vittorie su 11 incontri.

## Risultati
|                  | Divisione       |                          |                 |                 | Metodo                                      | Round           | Tempo           | Premio          |
| Card Principale  | Card Principale | Card Principale          | Card Principale | Card Principale | Card Principale                             | Card Principale | Card Principale | Card Principale |
| ---------------- | --------------- | ------------------------ | --------------- | --------------- | ------------------------------------------- | --------------- | --------------- | --------------- |
|                  | Pesi Massimi    | Frank Mir                | batte           | Antônio Silva   | KO (pugni e gomitate)                       | 1               | 1:40            | POTN            |
|                  | Pesi Leggeri    | Michael Johnson          | batte           | Edson Barboza   | Decisione unanime (29-28, 30-27, 30-27)     | 3               | 5:00            |                 |
|                  | Pesi Medi       | Sam Alvey                | batte           | Cézar Ferreira  | KO (pugni)                                  | 1               | 3:34            | POTN            |
|                  | Pesi Leggeri    | Adriano Martins          | batte           | Rustam Khabilov | Decisione non unanime (29-28, 28-29, 29-28) | 3               | 5:00            |                 |
|                  | Pesi Gallo      | Frankie Saenz            | batte           | Iuri Alcântara  | Decisione unanime (30-27, 30-27, 29-28)     | 3               | 5:00            |                 |
|                  | Pesi Welter     | Santiago Ponzinibbio     | batte           | Sean Strickland | Decisione unanime (30-27, 30-27, 30-27)     | 3               | 5:00            |                 |
| Card Preliminare |                 |                          |                 |                 |                                             |                 |                 |                 |
|                  | Pesi Gallo (F)  | Marion Reneau            | batte           | Jéssica Andrade | Sottomissione (triangolo)                   | 1               | 1:54            | POTN            |
|                  | Pesi Welter     | Matt Dwyer               | batte           | William Macario | KO (superman punch)                         | 1               | 3:14            | POTN            |
|                  | Pesi Piuma      | Mike de la Torre         | batte           | Tiago Trator    | KO Tecnico (pugni)                          | 1               | 2:59            |                 |
|                  | Pesi Gallo      | Douglas Silva de Andrade | batte           | Cody Gibson     | Decisione unanime (29-28, 30-27, 29-28)     | 3               | 5:00            |                 |
|                  | Pesi Leggeri    | Ivan Jorge               | batte           | Josh Shockley   | Decisione unanime (29-28, 29-28, 29-28)     | 3               | 5:00            |                 |

## Premi
I lottatori premiati ricevettero un bonus di 50.000 dollari.
Legenda:
- POTN: Performance of the Night (viene premiato il vincitore per la migliore performance dell'evento)

## Incontri Annullati
|  | Divisione         |                  |        |                 | Motivo                                |
|  | ----------------- | ---------------- | ------ | --------------- | ------------------------------------- |
|  | Pesi Mediomassimi | Rashad Evans     | contro | Glover Teixeira | Teixeira non recuperò dall'infortunio |
|  | Pesi Welter       | Wandell Oliveira | contro | TJ Waldburger   | Waldburger ebbe un malore             |